# Juan Vernet
Juan Vernet Ginés (* 31. Juli 1923 in Barcelona; † 23. Juli 2011 ebenda), auch Joan Vernet, war ein spanischer Wissenschaftshistoriker und Arabist.
Vernet besuchte 1931/32 die deutsche Schule in Barcelona und ab 1933 die städtische Schule in Vilanova de Prades. Er war an der Universität Barcelona ein Schüler des Orientalisten und Wissenschaftshistorikers Josep Maria Millàs Vallicrosa (1897–1970). Nach seinem Studienabschluss 1946 war er Lehrer in Marokko. 1948 promovierte er an der Universität Madrid mit einer Dissertation über Ibn al-Banna al-Marrākuschī. Danach wurde er Assistenzprofessor für arabische Wissenschaftsgeschichte in Barcelona und hatte dort 1954 bis 1987 die Professur für arabische Sprache und Literatur.
Er war Experte für Geschichte der Wissenschaften im mittelalterlichen Islam in Spanien (speziell Kartographie, Astronomie) und in der Renaissance. Vernet übersetzte auch Tausendundeinenacht und den Koran vom Arabischen ins Spanische und verfasste eine Biographie von Mohammed.
Er war Vizepräsident der Académie internationale d’histoire des sciences. 1995 erhielt er die Koyré-Medaille. 2004 erhielt er den Sharja Preis für arabische Kultur.

## Schriften
- Contribución al estudio de la labor astrónomica de Ibn al-Bannāʾ, Frankfurt am Main : Inst. for the History of Arab.-Islamic Science, 1998, Reprint of the ed. Tetuan, Ed. Marroqui, 1951/52
- Die spanisch-arabische Kultur in Orient und Okzident, Artemis Verlag 1984 (spanisch: La Cultura hispano árabe en Oriente y Occidente 1978)
- Literatura árabe, 1966
- Astrología y astronomía en el Renacimiento : la revolución copernicana, 1974
- Historia de la ciencia española, 1976
- Mahoma, 1987
- Lo que Europa debe al Islam del Espana, 1999